# Friedrich Wilhelm Quirin von Forcade

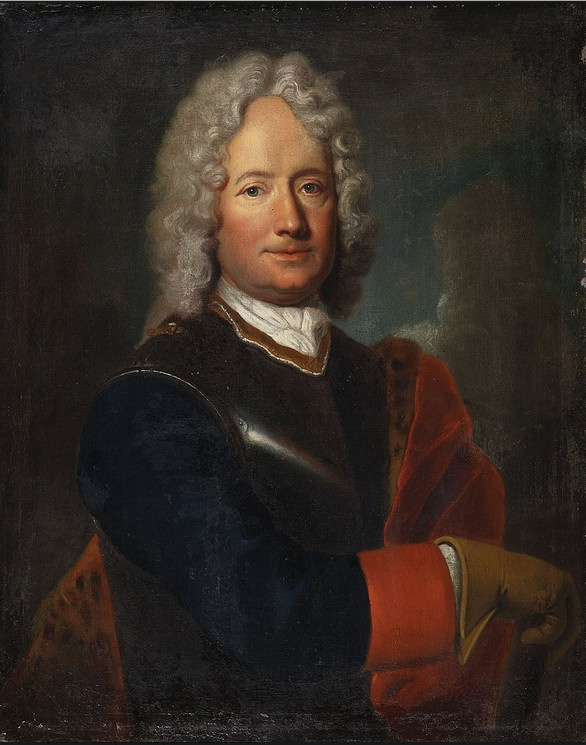
Portrait d'un chef de régiment, probablement Johann Quirin von Forcade, avant 1757, par Antoine Pesne

Friedrich Wilhelm Quirin von Forcade de Biaix (né le 11 janvier 1699 à Berlin et mort le 23 mars 1765 à Berlin) est un lieutenant-général royal prussien.

## Biographie

### Origine
Friedrich Wilhelm Quirin von Forcade de Biaix est le fils aîné du général de corps d'armée Jean Quirin de Forcade, marquis de Biaix (1663-1729) et de son épouse Juliane, baronne von Honstedt, fille du général de division Quirin von Hohnstedt (de). Le maréchal de la cour du prince de Prusse Peter Isaak von Forcade (1702–1775) est son cousin germain.

### Carrière
Il entre au service de la Prusse en 1713, dans la 1re garde des fusiliers blancs. Il est promu enseigne en 1713, second lieutenant en 1716 et premier lieutenant en 1719. En 1721, il devient capitaine dans le 23e régiment d'infanterie de son père, dans lequel il est promu major en 1732, lieutenant-colonel en 1740 et colonel en 1743. En juin 1743, il devient magistrat de Zinna. En 1747, il devient major général et en 1748 chef du 23e régiment d'infanterie. En 1757, il est promu lieutenant général.
Forcade participe à la campagne de Poméranie (de) de 1715/1716 et combat dans les guerres de Silésie (1740-1745) dans les batailles de Mollwitz (1741), Hohenfriedberg (1745) et Soor. Lors de la bataille de Soor, le 30 septembre 1745, il reçoit une balle dans le mollet du pied droit ; grièvement blessé, il reste sur le champ de bataille ; on le croit mort. Le roi lui reconnaît la gloire d'avoir remporté la victoire de cette journée. Il reçoit l'ordre Pour le Mérite, ainsi qu'une pension de 600 thalers et le titre de chanoine d'Havelberg. Un épisode de l'année suivante montre à quel point le roi Frédéric II l'apprécie. Lors d'une cour au château de Berlin, Forcade doit s'appuyer contre la fenêtre en raison de son pied blessé. Le roi lui apporte une chaise, en lui parlant avec bienveillance : « Mon cher colonel de Forcade, un homme aussi bon et digne que lui, mérite bien que le roi lui-même lui apporte une chaise,. » Pendant la guerre de Sept Ans, il prend part à plusieurs batailles : près de Prague (1757), près de Roßbach (1757), près de Leuthen (1757), près de Zorndorf (1758), où il est de nouveau blessé, à Torgau (1760) et près de Freiberg (1762).
En 1757, il commande le siège de Breslau. Le roi le remercie : « C'est une chance (sic) pour lui que nous soyons vite devenus maîtres de la ville, car sinon il aurait dû endurer encore plus sans que je puisse l'aider ou le faire relever. Alors je l'en remercie, et comme c'est lui qui a le plus enduré ici, c'est à lui seul qu'en reviendra l'honneur. Ainsi, non seulement je lui décerne (sic) l'Ordre de l'Aigle noir, mais je le nomme également vice-gouverneur de Breslau. »
En 1761, il est chef d'escadron de la 2e compagnie de grenadiers du prince Ferdinand. En 1762, Forcade commande un corps en Saxe sous le prince Henri. En 1763, il reçoit du roi un don de 8 000 thalers.
Après son décès, sa veuve reçoit une lettre royale manuscrite rédigée le 10 avril 1765 :
« Mme von Forkade ! Toujours touchée par la mort de son défunt mari, et compatissante pour la perte que vous en avez subie, je n'ai pas voulu tarder, alors que je commence à me remettre de ma maladie, à vous faire part de ma volonté de vous apporter un soulagement vous convaincre, et de laisser vous savez par ma présente lettre que j'ai décidé de vous donner une pension de 500 thalers. donner une deuxième pension de 500 Thlr. compte tenu de l'heureuse (sic) fécondité de leur mariage, et aussi d'une troisième pension de 500 thalers. comme une aide (sic) à l'éducation de sa famille. … Je demande à Dieu de vous prendre dans sa sainte et bonne protection (sic). »
Friedrich Wilhelm Quirin von Forcade et sa femme sont enterrés ensemble au cimetière de garnison à Berlin. En 1851, Forcade est immortalisé sur les plaques de la statue équestre de Frédéric le Grand à Berlin.

### Famille
Forcade est marié avec Marie de Montolieu, baronne de Saint-Hippolyte (1709-1767), fille de Louis de Montolieu (de), baron de Saint-Hippolyte (mort en 1738 à Berlin), major-général au service royal de Prusse. Il a 23 enfants avec elle, dont 4 mort-nés et 11 qui lui survivent, dont :
- Friedrich Wilhelm von Forcade-Biaix (né le 23 juillet 1728 et mort le 3 septembre 1778), colonel et commandant du 28e régiment d'infanterie ;
- Wilhelm von Forcade-Biaix (1731-1806), major au 1er régiment de hussards ;
- Louise Susanne von Forcade-Biaix (né vers 1734 à Berlin) marié avec Karl Bernhard von Prittwitz et Gaffron (né le 29 mars 1735 et mort en 1786)[9] ;
- Elisabeth Henriette Marie von Forcade-Biaix (née le 21 décembre 1735 à Berlin et morte le 24 septembre 1774 à Berlin) mariée avec le lieutenant-général Philipp Friedrich Lebrecht von Lattorff (de) (1733-1808) ;
- Charlotte Sophie Therese von Forcade-Biaix (née le 25 octobre 1743 à Berlin et morte le 23 mars 1799 à Steinfurth) mariée avec Johann Hugo Wilhelm Löw von und zu Steinfurth (de) (né le 25 août 1750 et mort le 23 mai 1786)[10] ;
- Georg Friedrich Wilhelm von Forcade-Biaix (né le 16 octobre 1746 à Berlin et mort le 31 août 1811 à Wohlau, Silésie) marié avec Johanna Sophie Lipelius (née le 8 juin 1755 et morte le 21 août 1804 à Winzig près de Breslau) ;
- Friedrich Heinrich Ferdinand Leopold von Forcade-Biaix (de) (né le 19 décembre 1747 à Berlin et mort le 12 octobre 1808 sur le domaine de Schleibnitz, Silésie), sénéchal de Neuenrade marié avec Johanna Christine Wilhelmine von Koschembahr (de) (née le 13 janvier 1761 au manoir d'Ossen, Silésie et mort le 9 juillet 1816) de la branche d'Ossen (3 fils du mariage) veuve du général de division Karl von Podjursky (de) ;
- Albertine Wilhelmine von Forcade-Biaix (né vers 1748 à Berlin et mort le 12 août 1777 à Berlin) mariée avec Gotlieb Joachim von Hindenberg (de) (1736–1803)[11].